# Martina de los Ángeles

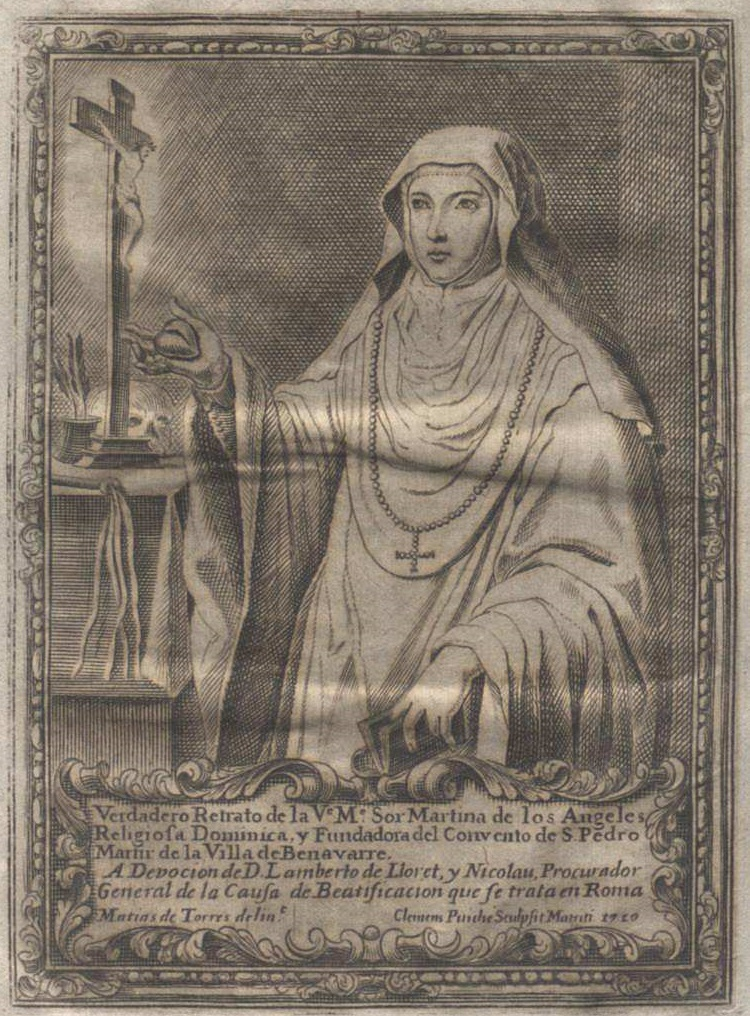
Retrato de Martina de los Ángeles, aguafuerte. Firmado: «Matías de Torres delin^{t} / Clemes Puiche sculpsit Matriti 1710». Ilustración de Vida prodigiosa y admirable exercicio de virtudes de la Venerable Madre Sor Martina de los Ángeles y Arilla... / Escrita, y añadida por... Fray Andrés de Maya Salaverría. Inscripción: «Verdadero Retrato de la V^{e}. M^{e}. Sor Martina de los Angeles, Religiosa Dominica, y Fundadora del Convento de S. Pedro Mártir de la villa de Benavarre. A devoción de D. Lamberto Lloret y Nicolau, procurador general de la causa de Beatificación que se trata en Roma». Biblioteca Nacional de España.

Sor Martina de los Ángeles Arilla (Villamayor, 1573-Benabarre, 1635) fue una religiosa dominica española, fundadora del convento de San Pedro Mártir de Benabarre.

## Biografía
Su biografía, con los elementos propios de una hagiografía, fue escrita por el padre Andrés Maya Salaverría: Vida prodigiosa y exercicio admirable de virtudes de la V.M. Sor Martina de los Ángeles y Arilla, religiosa profesa de el religiosissimo Convento de santa Fe de Zaragoza, Orden de Predicadores, y fundadora de el de San Pedro Mártir, de la insigne villa de Benabarre, Zaragoza, 1678. Maya utilizó en su redacción los testimonios del proceso de beatificación iniciado pero detenido, según decía, al haber muerto el encargado de llevar a Roma los documentos, perdiéndose los papeles, de los que solo quedaba una copia en el convento de Benabarre.
Hija del infanzón Bernabé de Arilla Casvas y de su esposa Isabel de Estadilla, que murió en el parto. Huérfana de madre, su padre que había contraído nuevo matrimonio, la envió ya adolescente al cuidado de una tía hasta que ingresó en fecha incierta en el convento de Santa Fe de Zaragoza, donde profesó como hermana lega, de velo blanco o de la Observancia, a pesar de la oposición paterna, que perdía con ello los dos mil escudos que su madre le había dejado en herencia como dote. En 1632 partió del convento zaragozano junto con otras cuatro monjas, con el encargo de fundar el convento de Benabarre en el que, en los poco más de tres años que residió, bajo la guía de su confesor, fray Gabriel Jiménez, tuvieron lugar los mayores prodigios relatados por sus biógrafos. De ella se cuentan, aun en vida, curaciones milagrosas obradas, como en el caso de Juana de la Cruz, por medio de cuentas de rosario y cruces bendecidas por el mismo Jesús y la Virgen María en el cielo, a donde era llevada por ángeles dos veces al día.
Falleció en su convento de Benabarre el 11 de noviembre de 1635, de lo que había tenido conocimiento tres años antes, habiendo profetizado que al morir le hallarían herido el corazón, como pudo verse cuando tres días después de muerta se lo extrajeron, haciéndolo constar así en acta notarial.
Perdidos los papeles del primer proceso de beatificación, iniciado a los dos años de su muerte, en 1637, en 1685, cincuenta años después del fallecimiento, el obispo de Lérida a instancias del provincial de los dominicos inició un segundo proceso al parecer remitido a Roma en 1704, donde no hay más noticias de él.

## Los retratos de sor Martina de los Ángeles en elÍndice de libros prohibidos y expurgados

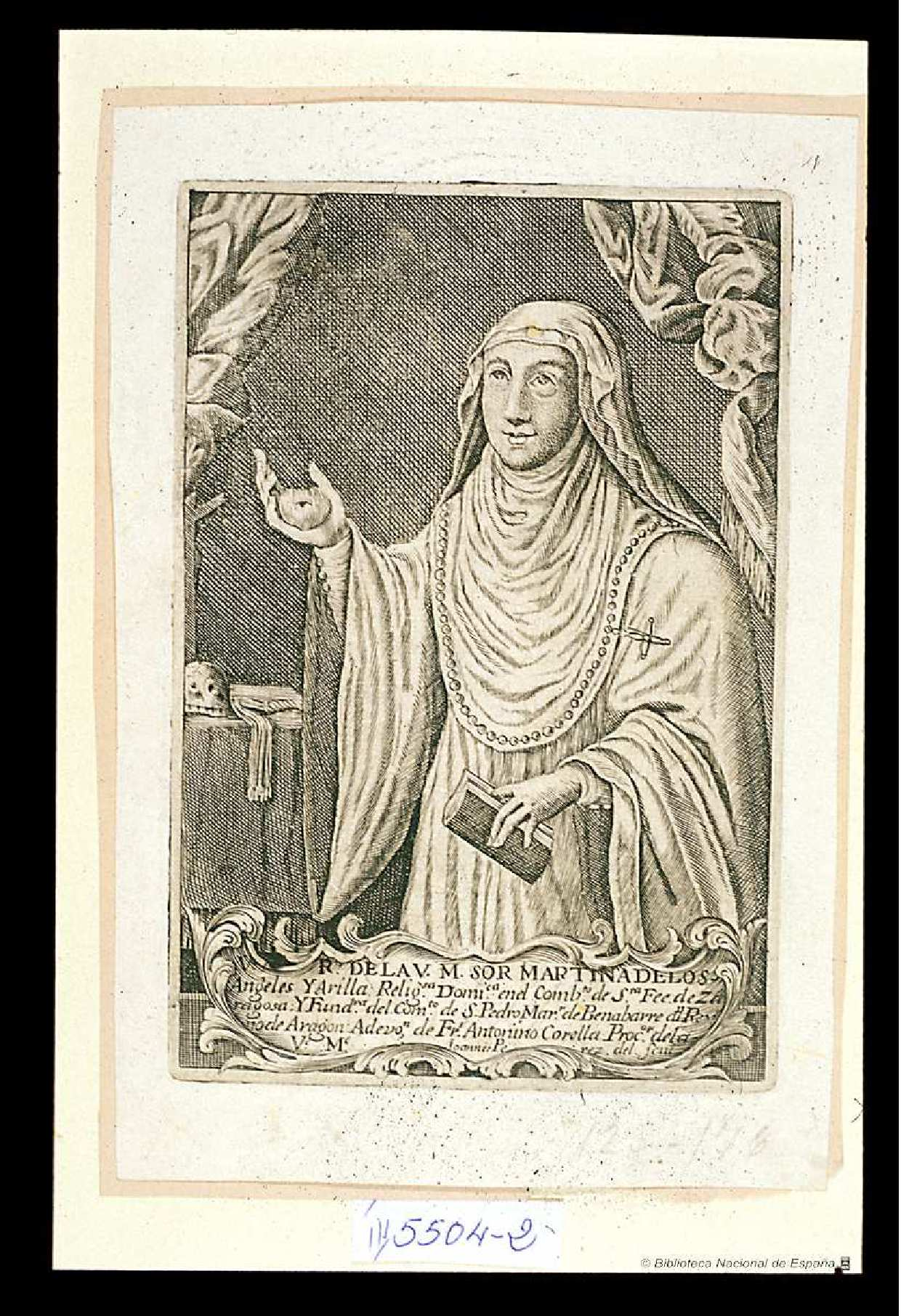
Retrato de Martina de los Ángeles, grabado de Juan Pérez para la obra de Andrés Maya Salaverría, Vida de sor Martina de los Ángeles, Madrid, 1735. Prueba suelta. Biblioteca Nacional de España. Inscripción: «R. de la V. M. Sor Martina de los Angeles y Arilla Religsa. Domca. en el Combto. de Sta. Fee de Zaragosa y Fundra. del Conto. de S. Pedro Mr. de Benabarre del Reino de Aragón A devon. de Fr. Antonino Corella Procor. de la V. M».

El Suplemento al Índice expurgatorio de 1707, editado en 1739, ordenaba recoger, sin especificar el motivo, la

Estampa y Rosario de la Madre Sor Martina de los Ángeles, Religiosa que fue en el Convento de Dominicas de la Villa de Venavente [sic]; se recoge.

El mayor detalle con que se repite la prohibición en el Index librorum prohibitorum ac expurgandorum novissimus de 1747, y de forma semejante en el de 1790, permite ver que se trataba, como en otros casos semejantes, de impedir que la devoción popular diese tratamiento de santidad a la venerable madre por medio de la veneración de sus reliquias o por la utilización en sus retratos de signos iconográficos, tales como aureolas o resplandores de luz, reservados a los santos y a la iluminación divina operada por medio de la gracia, sin haber concluido el proceso de beatificación y sin el reconocimiento expreso de la Iglesia:

Sor Martina de los Ángeles y Arilla, Religiosa que fue en el Convento de Dominicas de la Villa de Venavente. Se prohíben sus retratos en forma de estampas, en que se pinta adornada con aureolas, y el P. Eterno sobre su cabeza: en otras Christo, y María SS. á sus lados, y en todas llenándola de resplandores, y luces, contra los Pontificios Decretos. Item, se mandan recoger todas las Cruces, cuentas, piedras, tierra de su sepulcro, que se divulgaron como reliquias.

Se conocen tres grabados con el retrato de la monja anteriores a la publicación en 1739 del suplemento al Índice. El primero, fechado en 1710, es un grabado abierto por Clemente Puche a partir de un dibujo de Matías de Torres, sacado a la devoción de Lamberto Lloret y Nicolau, procurador general de la causa de beatificación e incorporado a la edición de la Vida prodigiosa y admirable exercicio de virtudes de la Venerable Madre Sor Martina de los Ángeles y Arilla de Andrés Maya Salaverría, impresa en Madrid en la imprenta de Música el mismo año en que se fecha el grabado. La estampa muestra a la retratada con un libro en la mano izquierda y en la derecha un corazón llagado que ofrece a un crucifijo del que emanan rayos de luz. Junto a él, sobre un bufete, unas disciplinas y una calavera como objetos de meditación y penitencia. En un segundo grabado, versión del anterior retocada por un grabador anónimo y de peor calidad, con las firmas raspadas, los rayos de luz que parten del crucifijo e iluminan el rostro de la monja se han reforzado incluso, inconveniente corregido en el tercero, dibujado y grabado por Juan Pérez, destinado a ilustrar la edición de 1735 de la citada obra de Andrés Maya Salaverría. En este, significativamente, con objeto de evitar caer en la prohibición general, aunque inequívocamente inspirado en el primero y anterior a la orden de recogida de los retratos de la monja con rayos de luz, se han suprimido los que emanaban del crucifijo, ahora desplazado y visto desde detrás, cortado en el margen izquierdo de la estampa. Otros retratos, de fechas posteriores a la prohibición de sus retratos en estampas con aureolas de luz, abrieron el aragonés José Beratón, activo en Zaragoza entre 1739 y 1764, por encargo de Lamberto de Almerge, familiar de la monja, Mateo González (1740-1807), Juan Palomino (1771), por encargo del duque de Medinaceli, y José Lamarca (1772), del que se conocen dos estados.